# محمد علي اليوسفي

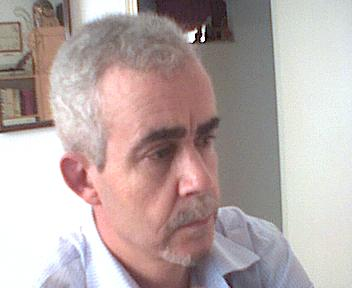

محمد علي اليوسفي أديب تونسي من مواليد مدينة باجة يوم 3 مارس 1950 درس المرحلتين الابتدائية والثانوية بتونس ثم سافر إلى الشرق العربي حيث أتم دراسته الجامعية في جامعة دمشق وتخرج في قسم الفلسفة والعلوم الاجتماعية. تابع الدراسات العليا في الاختصاص ذاته بـ الجامعة اللبنانية خلال الحرب الأهلية.وفي الأثناء مارس الترجمة والكتابة والصحافة الثقافية في أبرز الصحف والمجلات السورية واللبنانية والفلسطينية.عاد إلى تونس ليستقر بها بعد عشرين عاما أمضى ثمانية منها في جزيرة قبرص.

## مؤلفاته

### في الشعر
- حافة الأرض، دار الكلمة، بيروت 1988.
- امرأة سادسة للحواس، دار الطليعة الجديدة، دمشق 1998.
- ليل الأجداد، وزارة الثقافة السورية، دمشق 1998.
- ليل الأحفاد، وزارة الثقافة السورية، دمشق 2008.

### في الرواية
- توقيت البِنْكَا[جائزة الناقد للرواية] رياض الريس للكتب والنشر، لندن 1992.
- شمس القراميد،جائزة كومار:الريشة الذهبية نسخة محفوظة 21 أكتوبر 2010 على موقع واي باك مشين. دار الجنوب، تونس 1997.
- مملكة الأخيْضَر، دار الطليعة الجديدة، دمشق، سوريا 2001.
- بيروت ونهر الخيانات، دار الفارابي، بيروت 2002
- دانتيلا، دار الفارابي، بيروت 2005.
- عتبات الجنة، دار الفارابي، بيروت 2007.

### في النقد
- أبجدية الحجارة، بيسان برس، نيقوسيا، قبرص، 1988 .

### شعر
- حرية مشروطة، أوكتافيو باث، الدار العالمية، بيروت 1983.
- مدائح النور، مختارات من الشعر اليوناني، دار الملتقى، ليماسول، قبرص1994.

### رواية
- حكاية بحار غريق، غابرييل غارسيا ماركيز، دار ابن رشد، بيروت، 1980
- خريف البطريرك، غابرييل غارسيا ماركيز، دار الكلمة بيروت 1981 .طبعة جديدة، دار المدى، دمشق 2005
- البابا الأخضر، ميغيل أنخل أستورياس، دار التنوير، بيروت 1981
- ناراياما، شيتشيرو فوكازاوا، دار التنوير، بيروت 1982
- مملكة هذا العالم، أليخو كاربنتييه، دار الحقائق، بيروت 1982
- البيت الكبير، ألفارو سيبيدا ساموديو، دار منارات، عمان 1986
- ليلة طويلة جدا، كريستين بروويه، دار الجنوب، تونس 1994
- بلزاك والخياطة الصينية الصغيرة، داي سيجي، المركز الثقافي العربي، بيروت ـ الدار البيضاء، 2004

### سيرة
- المنشق، سيرة نيكوس كازانتزاكيس بقلم زوجته، دار الآداب، بيروت 1994

### دراسات
- بدايات فلسفة التاريخ البورجوازية، ماكس هوركهايمر، دار التنوير، بيروت 1981 . طبعة جديدة عن دار الفارابي ودار التنوير، بيروت 2006
- بلزاك(أونوريه دي بلزاك) والواقعية الفرنسية، جورج لوكاش، المؤسسة العربية للناشرين المتحدين، تونس 1985
- نظرية الدين، جورج باتاي، دار معد، دمشق 2007

### سينما
- الثورة الفرنسية في السينما، المؤسسة العامة للسينما، دمشق، 2003.
- قرن من السينما الفرنسية، المؤسسة العامة للسينما، دمشق،2005.

### رحلات
- من تونس إلى القيروان، غي دي موباسان، دار المدى، دمشق، 2004

## وصلات خارجية
- محمد علي اليوسفي على موقع أرشيف الشارخ.
- صور محمد علي اليوسفي:
- نسخ من رواياته
- أرشيف رواياته
- كرمة Carma مدونته الشخصية.